# Caroline Sascha Cogez
Caroline Sascha Cogez er en dansk-fransk instruktør og forfatter.

## Filmografi
- Lulu (2014)
- The Working Life (2013)
- Hun synger (2011)
- Sven & visdommen (2011)
- Roskilde (2008)
- Emmalou (2006)
- Les amours perdus (2005)
- Bus (2004)
- Mellem rum (2004)
- Dogville (2003)
- Little People: Big Discoveries (2002)
- Dancer in the Dark (2000)
- Idioterne (1998)